# La fuerza de la historia
La fuerza de la historia es un álbum recopilatorio de la banda chilena Quilapayún, lanzado en 2006 y que incluye una selección de sus temas antiguos.

## Lista de canciones
| La fuerza de la historia |                                      |                  |                       |          |  |
| N.º                      | Título                               | Letras           | Música                | Duración |  |
| 1.                       | «Canción del minero» (o «El minero») | Víctor Jara      | Víctor Jara           |          |  |
| 2.                       | «El carrero»                         | Juan Capagorry   | Daniel Viglietti      |          |  |
| 3.                       | «La paloma»                          | Eduardo Carrasco | Eduardo Carrasco      |          |  |
| 4.                       | «Quiaqueñita»                        |                  | tradicional argentina |          |  |
| 5.                       | «Somos pájaros libres»               | Víctor Jara      | Víctor Jara           |          |  |
| 6.                       | «Comienza la vida nueva»             |                  | Luis Advis            |          |  |
| 7.                       | «Nuestro cobre»                      | Eduardo Yáñez    | Eduardo Yáñez         |          |  |
| 8.                       | «La batea» (1ª versión)              | Toni Taño        | Quilapayún            |          |  |
| 9.                       | «Marcha de la producción»            | Sergio Ortega    | Sergio Ortega         |          |  |
| 10.                      | «El banderón americano»              | Nicolás Guillén  | Sergio Ortega         |          |  |
| 11.                      | «Cueca negra»                        | Sergio Ortega    | Quilapayún            |          |  |
| 12.                      | «Cueca roja»                         | Sergio Ortega    | Quilapayún            |          |  |
| 13.                      | «Soy del pueblo»                     | Carlos Puebla    | Carlos Puebla         |          |  |
| 14.                      | «Ramona»                             | Sergio Ortega    | Sergio Ortega         |          |  |
| 15.                      | «Vivir como él. Cantata popular»     | Frank Fernández  | Luis Advis            |          |  |
| 16.                      | «Venceremos»                         | Claudio Iturra   | Sergio Ortega         |          |  |